# Сільське споживче товариство
ССТ — скорочення від сільське споживче товариство (відома також назва — сільпо́, від рос. сельпо — сельское потребительское общество). Сільські споживчі товариства були широко поширені в сільських районах в Радянському Союзі і являли собою форму централізованого розподілу товарів та послуг у радянському суспільстві.
Схема роботи сільст виглядає таким чином:
Проводиться збір коштів серед населення на необхідні товари та послуги
Проводиться закуплівля товарів та послуг (велика партія — гурт) безпосередньо у виробника (оминаючи посередників)
Товари та послуги продаються через мережу крамниць «Сельпо» підконтрольних даному сільсту.
Прибуток від продажу використовується для потреб сільст;

## Витяг з приблизного статуту сільського споживчого товариства (сільст)
Розділ II. Про членство
Ст. 8. Членами сільст можуть бути всі громадяни обох статей, які досягли 16-літнього віку, за винятком осіб, які позбавлені виборчих прав.
Ст. 11. Кожний, хто вступає в члени сільст, сплачує вступний внесок в розмірі 3 карбованців і пайовий внесок в розмірі ____ карбованців (який встановлюється загальними зборами пайовиків або зборами уповноважених з врахуванням місцевих умов, маючи на
увазі широке залучення сільського населення до споживчої кооперації).
Ст. 12. Для членів сім'ї пайовика, які не мають самостійного заробітку, а також для осіб, які одержують державну допомогу, розмір пайового внеску встановлюється в ____ карбованців (одна четверта частина встановленого загальними зборами пайовиків або зборами уповноважених розміру пайового внеску).
Ст. 14. Нововступаючим членам може бути надана, по рішенню правління сільст, розстрочка в сплаті пайового внеску на строк не більше 2 років.

## Витяг з рішення IV з'їзду уповноважених споживчої кооперації СРСР (з членської книжки члена сільст)
З метою повнішого використання пайовиками своїх прав IV з'їзд уповноважених споживчої кооперації СРСР — постановив:
видавати пайовикам встановлені загальними зборами нарахування на пайові внески від прибутків, не допускаючи направлення цих коштів на інші цілі;
використовувати за призначенням відрахування від прибутків на культурно-освітні і культурно-побутові заходи;
заохочувати за рахунок фонду культурно-побутових заходів тих пайовиків, які беруть активну участь в роботі своїх кооперативів, шляхом видачі їм за рішенням загальних зборів (зборів уповноважених) путівок в будинки відпочинку і санаторії споживчої кооперації;
виділяти за постановами правлінь споживчих товариств і райспоживспілок товари особистого споживання і господарського призначення для переважного продажу пайовикам;
надавати пайовикам переважне право користування майстернями обслуговування побутових потреб населення, які належать споживчій кооперації (по пошиву і ремонту одягу, взуття і т. д.);
приймати в навчальні заклади споживчої кооперації в першу чергу пайовиків і членів їх родин;
широко залучати пайовиків до участі в роботі кооперативу, частіше скликати дільничі збори пайовиків, на яких обговорювати звіти завідуювачів крамниць, доповіді правлінь споживчих товариств, ревізійних, крамничих та столових комісій та інші питання;
не допускати звільнення з роботи, переміщення та переводу на іншу роботу голів, членів правлінь і ревізійних комісій споживчих товариств і споживспілок без згоди пайовиків або їх уповноважених.